# Frank Rennicke

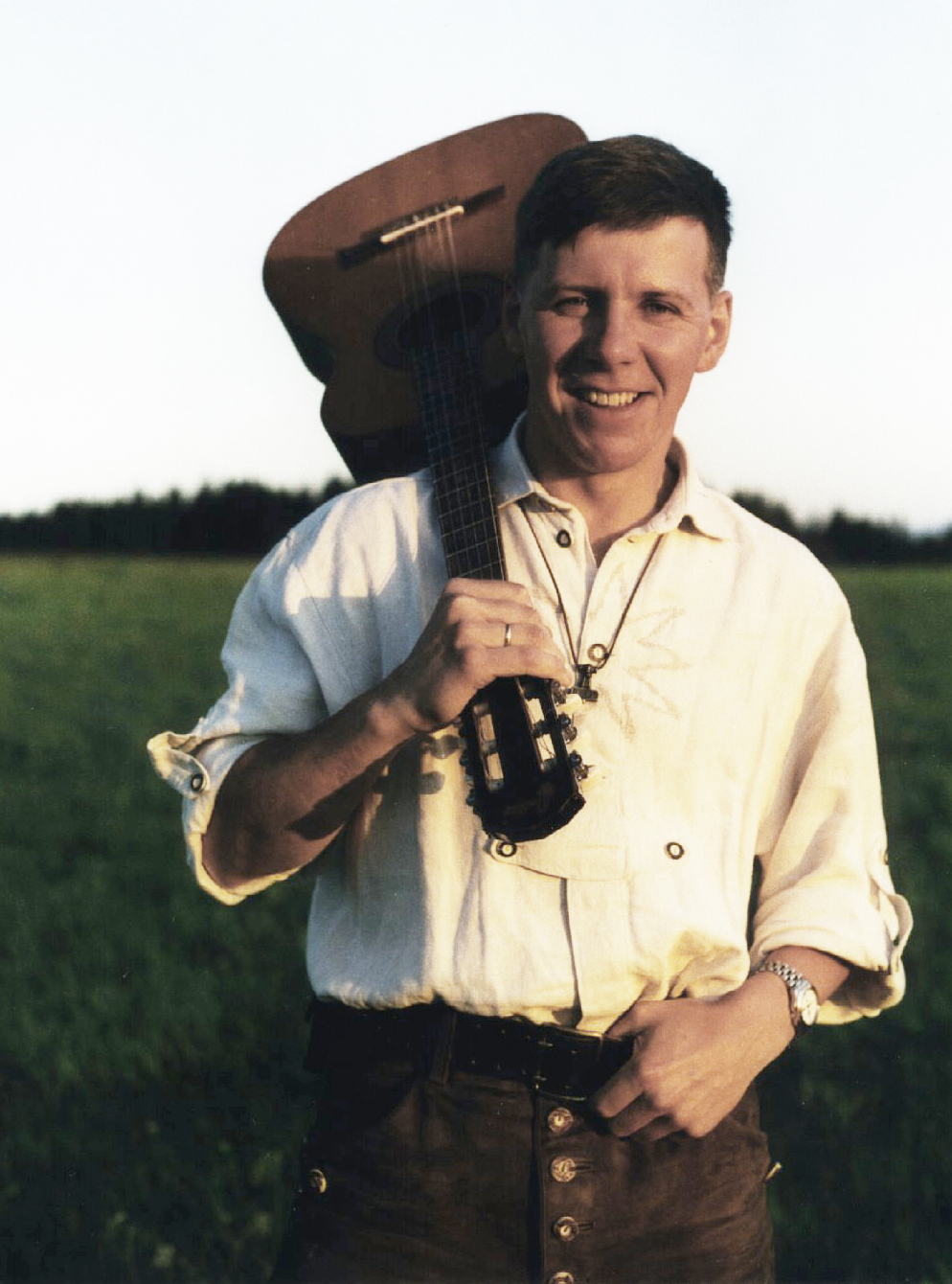
Frank Rennicke.

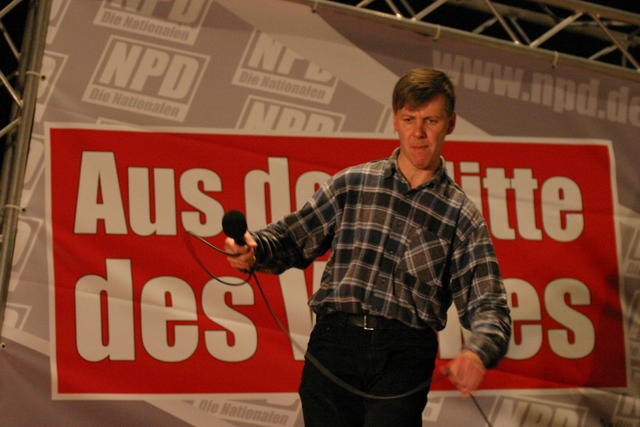
Frank Rennicke på NPD:s partidag 2006.

Frank Rennicke, tysk trubadur, född 1964 i Braunschweig i Niedersachsen. Hans låtar grundas på nationalsocialistiska teman ackompanjerat med gitarr, som han mestadels framför personligen. Rennicke har ett femtontal album bakom sig och har även fungerat som inspirationskälla för vissa svenska vitmakt-musiker.
Han var tidigare medlem i den tyska nationalsocialistiska organisationen Wiking-Jugend, till dess att den förbjöds 10 oktober 1994.
I Sverige har flera av hans sånger översatts till svenska och getts ut av Nordvind records.
Frank Rennike dömdes i oktober 2002 för åtta fall av Volksverhetzung (ungefär Hets mot folkgrupp) samt för brott mot lagen Gesetz über die Verbreitung jugendgefährdender Schriften till fängelse i 17 månader.